# BMW Série 2
Ne doit pas être confondu avec BMW Série 02.
 (mars 2023).
Si vous disposez d'ouvrages ou d'articles de référence ou si vous connaissez des sites web de qualité traitant du thème abordé ici, merci de compléter l'article en donnant les références utiles à sa vérifiabilité et en les liant à la section « Notes et références ».

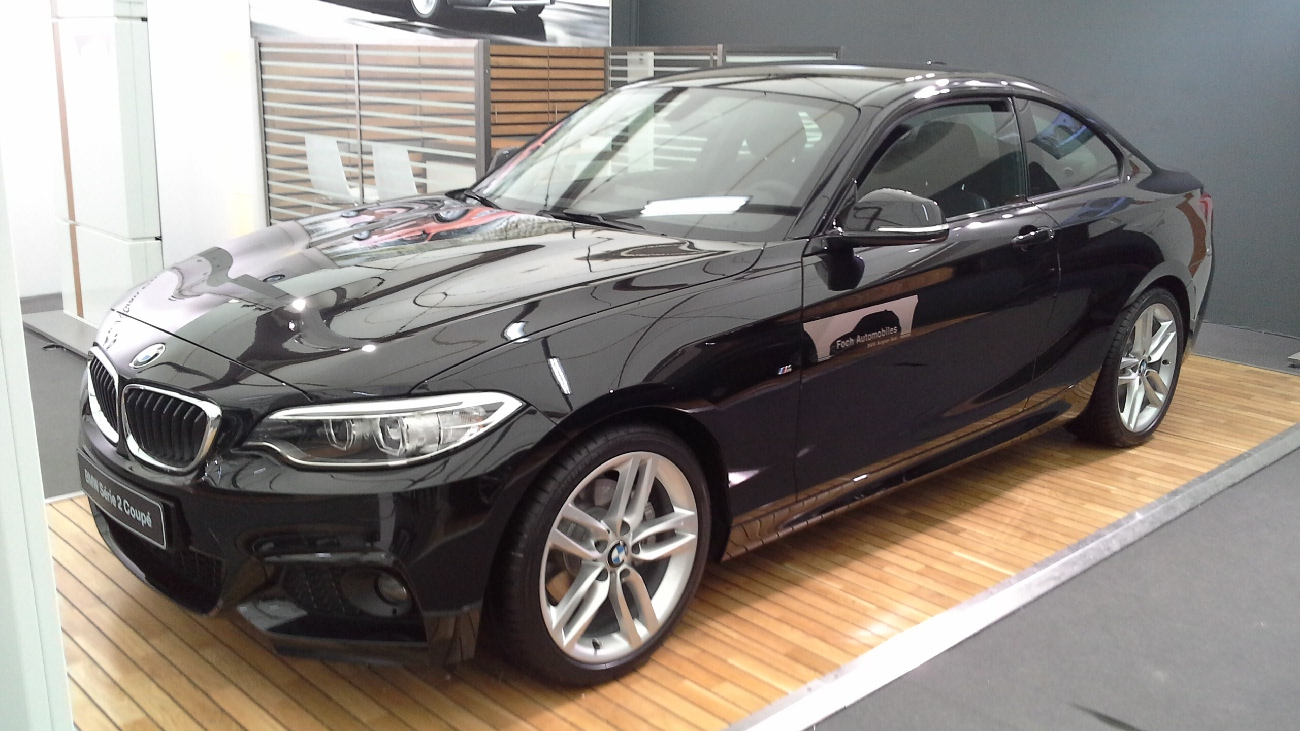
BMW Série 2 Noire.

La BMW Série 2 est une gamme de voitures coupés et cabriolets conçus par le constructeur allemand BMW. Cette série succède aux versions coupé et cabriolet de la Série 1.
La Série 2 comporte également un coupé 4-portes basé sur la Série 1 à traction nommé BMW Série 2 Gran Coupé ainsi que les monospaces 5-places BMW Série 2 Active Tourer et 7-places Gran Tourer dans la gamme du constructeur.
- BMW Série 2 Active Tourer : 2014 - 2021
- BMW Série 2 Active Tourer II : 2022 -
- BMW Série 2 Gran Tourer : 2015 -
- BMW Série 2 I : 2014 – 2021
- BMW Série 2 II : 2021 –
- BMW Série 2 Gran Coupé : 2020-